# دئوس فولت
دئوس فولت (تعني: الرب يريد ذلك، بالإنجليزية: God wills it)، (تكتب بالفارسية: دئوس وولت، بالفرنسية: Dieu le veut، باللاتينية: Deus vult): هو شعار مسيحي مرتبط تاريخيًا بأفكار العناية الإلهية والتفسير الفردي لمشيئة الله. تم ترديدها لأول مرة من قبل الكاثوليك خلال الحملة الصليبية الأولى في 1096.